# Xyletinus formosus
Xyletinus formosus is een keversoort uit de familie klopkevers (Anobiidae). De wetenschappelijke naam van de soort is voor het eerst geldig gepubliceerd in 1849 door Mannerheim.